# Stefano Bonsignori (cartografo)

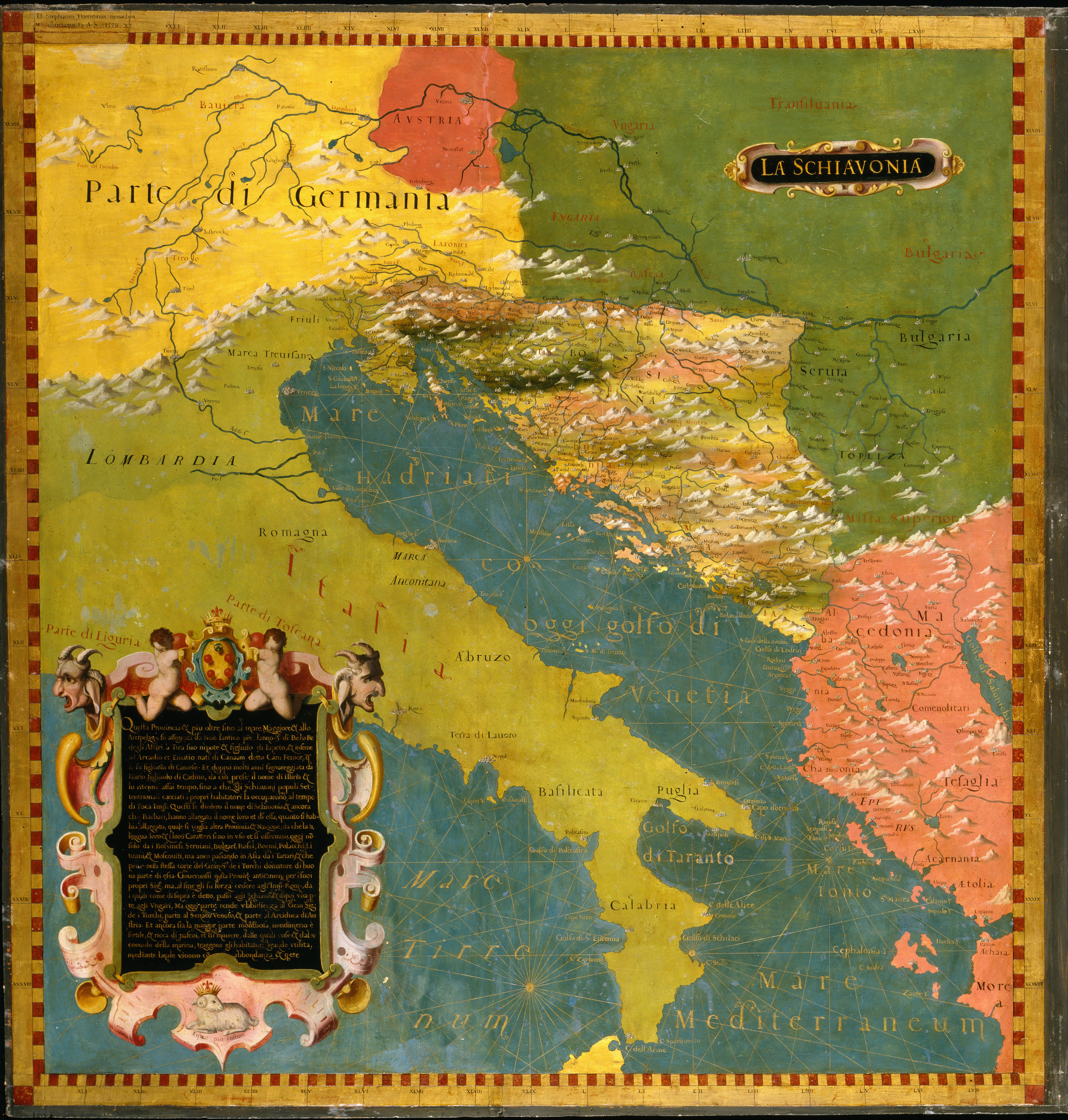
Mappa dell'Europa centro-meridionale e della penisola balcanica del Bonsignori in palazzo Vecchio a Firenze

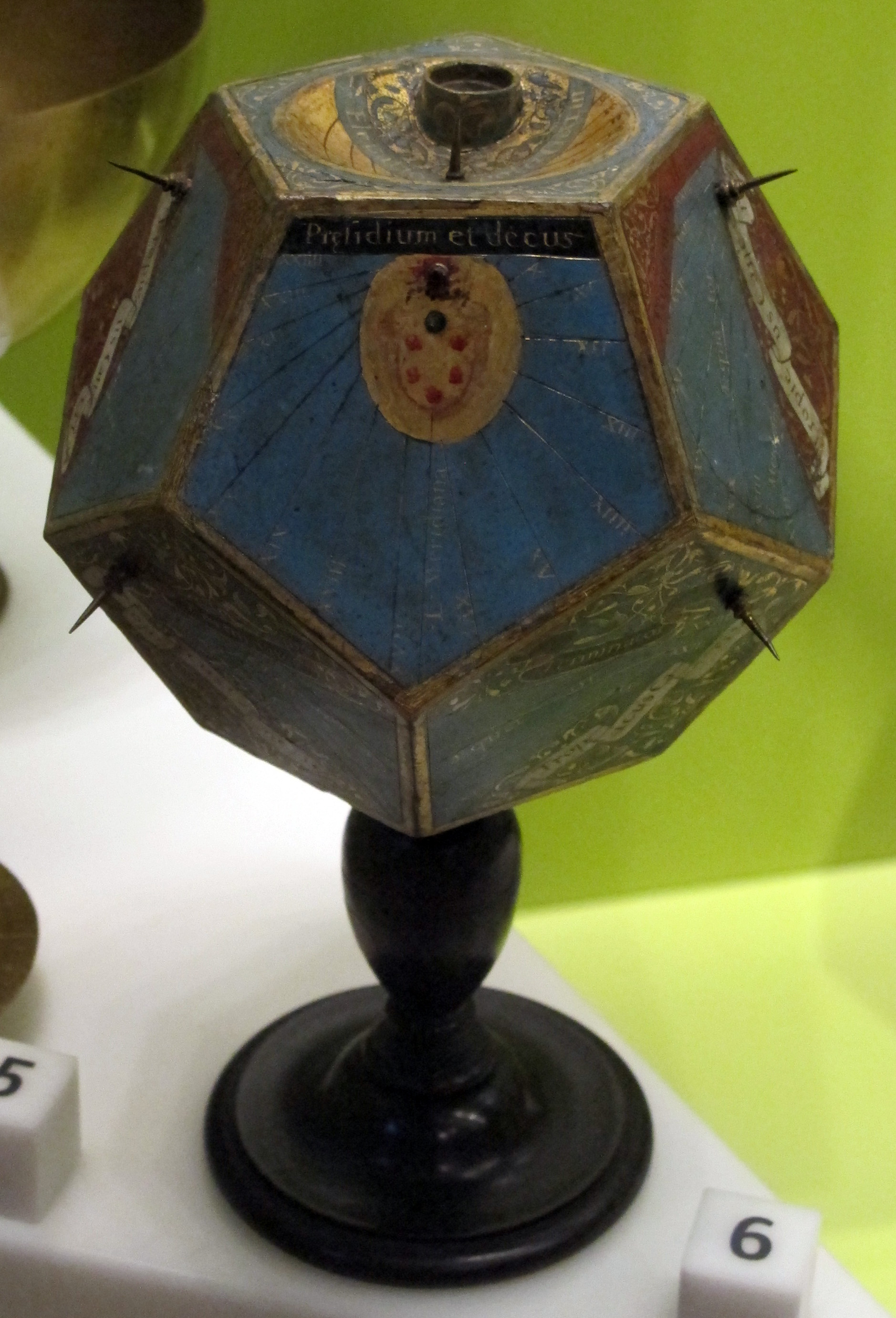
Orologio solare poliedrico, 1587, Museo Galileo, Firenze

Stefano Bonsignori, o anche Buonsignori (Firenze, ... – Firenze, 21 settembre 1589), è stato un cartografo italiano.

## Biografia
Monaco olivetano, di lui si hanno notizie a partire dal 31 dicembre 1575 quando, in una lettera inviata al generale della sua Congregazione, il granduca Francesco I de' Medici chiedeva che «don Stefano Buonsignori fiorentino assai instrutto» potesse entrare al suo servizio come cosmografo. Il sovrano intendeva affidargli il completamento del ciclo di mappe per la sala della Guardaroba a palazzo Vecchio, rimasto incompiuto dopo il licenziamento di Egnazio Danti. Il 22 gennaio successivo il generale diede parere favorevole e in quello stesso 1576 il Bonsignori assumeva l'incarico, divenendo cosmografo ufficiale del granduca.
Le carte di palazzo Vecchio, dipinte sugli sportelli degli armadi del Guardaroba, sono cinquantatré in tutto e di queste ventitré sono del Bonsignori. Sei raffigurano alcune regioni europee (Spagna, Francia, Germania, Italia, Schiavonia, Grecia), dieci riguardano le parti dell'Africa allora conosciute, due i territori orientali (Scizia e Tartaria), quattro le regioni polari e una lo stretto di Magellano; la mappa più recente è del 1586.
Nel frattempo aveva realizzato anche una pianta di Firenze presa da Monte Oliveto e distribuita su nove fogli. È un'opera di grandissimo pregio: data alle stampe nel 1584, venne ripubblicata, con qualche aggiornamento, nel 1594<reg>Poi nel 1660; anche in tempi recenti sono state realizzate delle riproduzioni (1898, 1924 e 1926).
Sempre nel 1584 editò due carte, l'una del Granducato di Toscana e l'altra del Senese. La prima è una miglioria della nota carta della Toscana di Girolamo Bellarmati (1536) ed ebbe carattere ufficiale, tanto da essere utilizzata nel Theatrum di Abraham Ortelius sin dall'edizione 1603. La seconda è pure un rifacimento dal Bellarmati, tuttavia risulta più povera a livello topografico; ad essa si riferì Giovanni Antonio Magini per realizzare una mappa della stessa regione.
Nel 1589 riprodusse gli stessi territori in due grandi affreschi nella sala delle Matematiche (ora delle Carte geografiche) della Galleria degli Uffizi.
Nel 1588 il suo ruolo di cosmografo granducale venne confermato dal successore di Francesco I, Ferdinando I. Morì l'anno seguente e venne sepolto nella chiesa di San Michele Bertelde, officiata dalla sua Congregazione (la tomba è scomparsa durante la ricostruzione secentesca dell'edificio).